# Burnsville (Minnesota)
Burnsville è una città degli Stati Uniti d'America, nella contea di Dakota, nello Stato del Minnesota.